# Aeschynanthus humilis
Aeschynanthus humilis är en tvåhjärtbladig växtart som beskrevs av Hemsley. Aeschynanthus humilis ingår i släktet Aeschynanthus och familjen Gesneriaceae. Inga underarter finns listade i Catalogue of Life.